# Iván Mocholí
Iván Mocholí Calabuig (Picasent, Valencia; 1 de septiembre de 1983) es un atleta español especializado en carreras de velocidad, 60 metros lisos, 100 metros lisos, y 200 metros lisos.

## Mejores marcas
- 100 m lisos - 10´39s (2004)
- 60 m lisos - 6´68s (25 de febrero de 2006, San Sebastián)
- 200 m lisos - 21´08s   (2004)

- Datos: Q5577541